# Гідросфера

Кругообіг води у гідросфері.

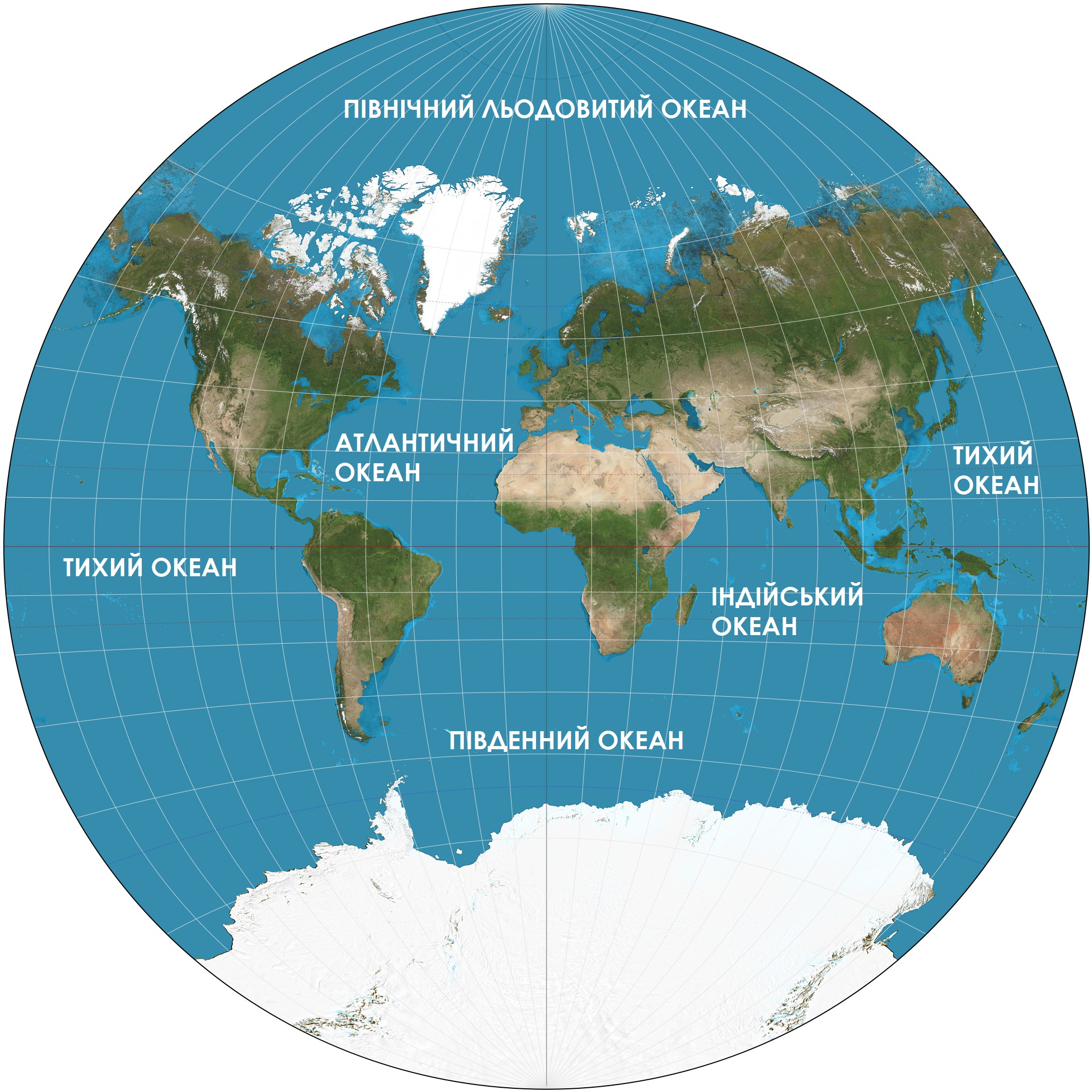
Світовий океан (проєкція Ван дер Ґрінтена)

Гідросфера — водяна оболонка Землі, до складу якої входять океани, моря та континентальні водні маси, різні снігові покриви і льодовики.
Океани, моря, озера, річки, підземні води та льодовики вкривають майже 70 % земної поверхні. Водні ресурси планети в рідкому, газоподібному і твердому станах становлять 1,6 млрд км³. Гідросфера є досить рухливим елементом географічної оболонки.
| Частини гідросфери                | Об'єм води, тис. км3 | % від загального об'єму |
| Світовий океан                    | 1370323              | 93,96                   |
| Підземні води                     | 60000                | 4,12                    |
| Зокрема зони активного водообміну | 4000                 | 0,27                    |
| Льодовики                         | 24000                | 1,65                    |
| Озера                             | 2801                 | 0,019                   |
| Ґрунтова волога                   | 852                  | 0,006                   |
| Пари атмосфери                    | 14                   | 0,001                   |
| Річкові води                      | 1,2                  | 0,0001                  |
| Всього                            | 1454193              | 100                     |

1 — в тому числі 11 тис. км3 води у водосховищах.

2 — в тому числі близько 2 тис. км3 зрошувальних вод.
Гідросфера — це водяна система, в якій постійно протікають фізичні, хімічні та біологічні процеси. Всі природні води Землі перебувають у безперервному кругообігу. Фізичною основою такого кругообігу є сонячна радіація, яка забезпечує нагрівання води і суші, випаровування, виникнення горизонтальних градієнтів атмосферного тиску, перенос повітряних мас в атмосфері та водних мас в океанах, конденсацію вологи в атмосфері та її випадання у вигляді дощу та снігу, стікання води до річкових русел та до океану (великий кругообіг води). Такий кругообіг включає океанічну та материкову складові. Океанічна складова — це повторюваний процес випаровування з поверхні океану, перенесення пари в атмосферу, її конденсація та випадіння на поверхню океану. Материкова складова — це повторюваний процес випаровування з поверхні суші, перенесення пари в атмосферу, її конденсація та випадіння на поверхню материків.
Гідросфера утворює переривчасту водну оболонку. Середня глибина океану становить 3,8 км, максимальна (Маріанська западина Тихого океану) — 11 022 м. Близько 97 % маси гідросфери становлять солоні океанічні води, 2,2 % — води льодовиків, інша частина припадає на підземні, озерні і річкові прісні води. Область біосфери в гідросфері представлена у всій її товщі, однак найбільша густота живої речовини припадає на поверхневі верстви, що прогріваються і освітлені променями сонця, а також прибережні зони.
У загальному вигляді прийнято ділення гідросфери на Світовий океан, поверхневі води і підземні води. Велика частина води зосереджена в океані, значно менше — в континентальній річкової мережі і підземних водах. Також великі запаси води є в атмосфері, у вигляді хмар і водяної пари. Понад 96 % обсягу гідросфери становлять моря й океани, близько 2 % — підземні води, близько 2 % — льодовики і сніг, близько 0,02 % — поверхневі води суші. Частина води, що знаходиться в твердому стані у вигляді льодовиків, снігового покриву та у вічній мерзлоті, являє собою кріосферу.
Поверхневі води, займаючи порівняно малу частку в загальній масі гідросфери, все ж відіграють найважливішу роль в житті наземної біосфери, будучи основним джерелом водопостачання, зокрема питного, зрошення і обводнення. Понад те, ця частина гідросфери знаходиться у постійній взаємодії з атмосферою і земною корою.
Взаємодія цих вод і взаємні переходи з одних видів вод в інші становлять складний кругообіг води на земній кулі. У гідросфері вперше зародилося життя на Землі. Лише на початку палеозойської ери почалося поступове переселення тварин і рослинних організмів на сушу.